# Denizlispor

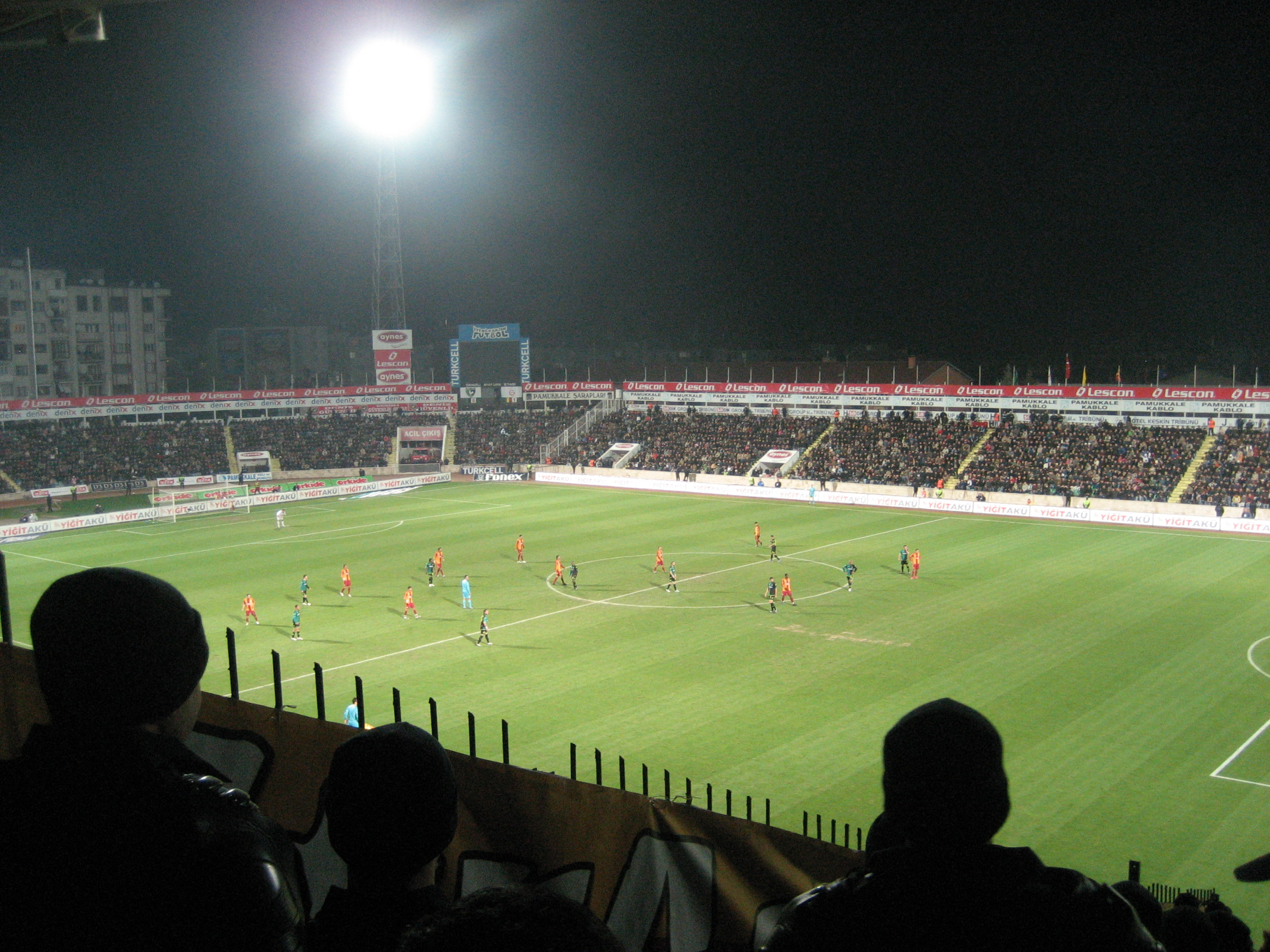
Stadion Denizli Atatürk

Denizlispor Kulübü, ze względów sponsorskich Yukatel Denizlispor Kulübü – turecki klub piłkarski z siedzibą w mieście Denizli, założony 26 maja 1966 po połączeniu dwóch małych młodzieżowych klubów: Çelik Yeşilspor Gençlik i Pamukkale Gençlik. Logo klubu to kogut, symbol prowincji Denizli, na tle czarno-zielonych barw, pochodzących od Szkoły Wyższej Darüşşafaka. Zostało ono zaprojektowane przez jednego z założycieli klubu Yakupa Ünela.
Największe sukcesy klub odnosił na początku XXI wieku. W latach 2002 i 2004 kończył rozgrywki Superligi na 5. miejscu, co w sezonie 2002/2003 pozwoliło mu na kwalifikację do Pucharu UEFA. W tych rozgrywkach pokonał m.in. Olympique Lyon i został wyeliminowany dopiero w czwartej rundzie po porażce w dwumeczu (1:6, 2:2) z późniejszym triumfatorem tych rozgrywek FC Porto. Wiosną 2002 roku występował tutaj Polak Marek Zając, który zajął z zespołem 5. miejsce w lidze, rozegrał 10 meczów i zdobył 1 bramkę. Od sezonu 2005/2006 klub występował w rozgrywkach Tureckiej Superligi. W sezonie 2009/2010 klub spadł na drugi poziom ligowy do 1. Lig.

## Sukcesy
- 5. miejsce w Superlidze - 2 razy - 2002, 2004
- półfinalista Pucharu Turcji - 1 raz
- 4. runda Pucharu UEFA - 2002/2003

## Europejskie puchary
Legenda do wszystkich tabel:
- Q – runda eliminacyjna, 1/16, 1/8, 1/4, 1/2 – odpowiednia faza rozgrywek, Grupa – runda grupowa, 1r gr – pierwsza runda grupowa, 2r gr – druga runda grupowa, F – finał, R – runda, PO – play-off
- k. – rzuty karne, los. – losowanie, Dogr. – dogrywka, w. – zasada bramek strzelonych na wyjeździe

| Sezon   | Rozgrywki        | Runda | Przeciwnik     | Dom | Wyjazd | Ogólnie |
| ------- | ---------------- | ----- | -------------- | --- | ------ | ------- |
| 2001    | Puchar Intertoto | 1R    | Čelik Zenica   | 3–5 | 0–1    | 3–6     |
| 2002/03 | Puchar UEFA      | 1R    | FC Lorient     | 2–0 | 1–3    | 3–3, w. |
| 2002/03 | Puchar UEFA      | 2R    | Sparta Praga   | 2–0 | 0–1    | 2–1     |
| 2002/03 | Puchar UEFA      | 3R    | Olympique Lyon | 0–0 | 1–0    | 1–0     |
| 2002/03 | Puchar UEFA      | 1/8   | FC Porto       | 2–2 | 1–6    | 3–8     |

## Strony klubowe
- Oficjalna strona Denizlisporu
- Strona fanów klubu. denizlispor.com. [zarchiwizowane z tego adresu (2006-01-18)].